# Spinus
Spinus – rodzaj ptaków z rodziny łuszczakowatych (Fringillidae).

## Występowanie
Rodzaj obejmuje gatunki występujące w Eurazji i w Ameryce.

## Morfologia
Długość ciała 9–13 cm, masa ciała 6–20 g.

## Systematyka

### Etymologia
Nazwa rodzajowa pochodzi od epitetu gatunkowego Fringilla spinus Linnaeus, 1758 (greckie σπινος spinos – niezidentyfikowany ptak wspomniany przez Arystofanesa, Dionizjusza, Hezychiusza i innych, zwykle traktowany jako typ „zięby” (σπιζω spizō – „ćwierkać”)).

### Gatunek typowy
Fringilla spinus Linnaeus

### Podział systematyczny
Takson wyodrębniony niedawno z Carduelis. Do rodzaju należą następujące gatunki:

- Spinus thibetanus (Hume, 1872) – czyż tybetański
- Spinus lawrencei (Cassin, 1850) – czyż wspaniały
- Spinus tristis (Linnaeus, 1758) – czyż złotawy
- Spinus psaltria (Say, 1823) – czyż mały
- Spinus dominicensis (H. Bryant, 1867) – czyż antylski
- Spinus spinus (Linnaeus, 1758) – czyż zwyczajny
- Spinus pinus (A. Wilson, 1810) – czyż sosnowy
- Spinus atriceps (Salvin, 1863) – czyż czarnołbisty
- Spinus notatus (Du Bus, 1847) – czyż czarnogardły
- Spinus cucullatus (Swainson, 1820) – czyż czerwony
- Spinus barbatus (G.I. Molina, 1782) – czyż czarnobrody
- Spinus olivaceus von Berlepsch & Stolzmann, 1894 – czyż oliwkowy
- Spinus spinescens (Bonaparte, 1850) – czyż andyjski
- Spinus xanthogastrus (Du Bus, 1855) – czyż żółtobrzuchy
- Spinus yarrellii (Audubon, 1839) – czyż żółtolicy
- Spinus uropygialis (P.L. Sclater, 1862) – czyż żółtorzytny
- Spinus atratus (d’Orbigny & Lafresnaye, 1838) – czyż czarny
- Spinus siemiradzkii (von Berlepsch & Taczanowski, 1884) – czyż szafranowy
- Spinus magellanicus (Vieillot, 1805) – czyż kapturowy
- Spinus crassirostris (Landbeck, 1877) – czyż grubodzioby